# Borszczówka (hromada Poczajów)
Borszczówka (ukr. Борщівка) – wieś na Ukrainie w rejonie krzemienieckim należącym do obwodu tarnopolskiego.